# Saint-Igny-de-Vers
Saint-Igny-de-Vers – miejscowość i gmina we Francji, w regionie Owernia-Rodan-Alpy, w departamencie Rodan.
Według danych na rok 1990 gminę zamieszkiwały 503 osoby, a gęstość zaludnienia wynosiła 18 osób/km² (wśród 2880 gmin regionu Rodan-Alpy Saint-Igny-de-Vers plasuje się na 1144. miejscu pod względem liczby ludności, natomiast pod względem powierzchni na miejscu 265.).